# Roches gravées à l'embouchure de la rivière du Pérou
Les roches gravées à l'embouchure de la rivière du Pérou sont des gravures rupestres précolombiennes situées à Capesterre-Belle-Eau, en Guadeloupe (France). L'île volcanique (Basse-Terre) possède le plus important ensemble d'art rupestre des Petites Antilles.
Le site est inscrit monument historique depuis le 30 novembre 2015.

## Description
Il s'agit de trois roches gravées situées à l'embouchure de la rivière du Pérou, dans une zone marécageuse. Elles portent un total de vingt-quatre gravures. L’une des roches a été dynamitée, de sorte qu’il faut s’allonger au-dessous pour en voir les pétroglyphes. Les deux autres roches se font face et forment un couloir. Comme à la grotte de Morne-Rita, deux des visages gravés portent des larmes.

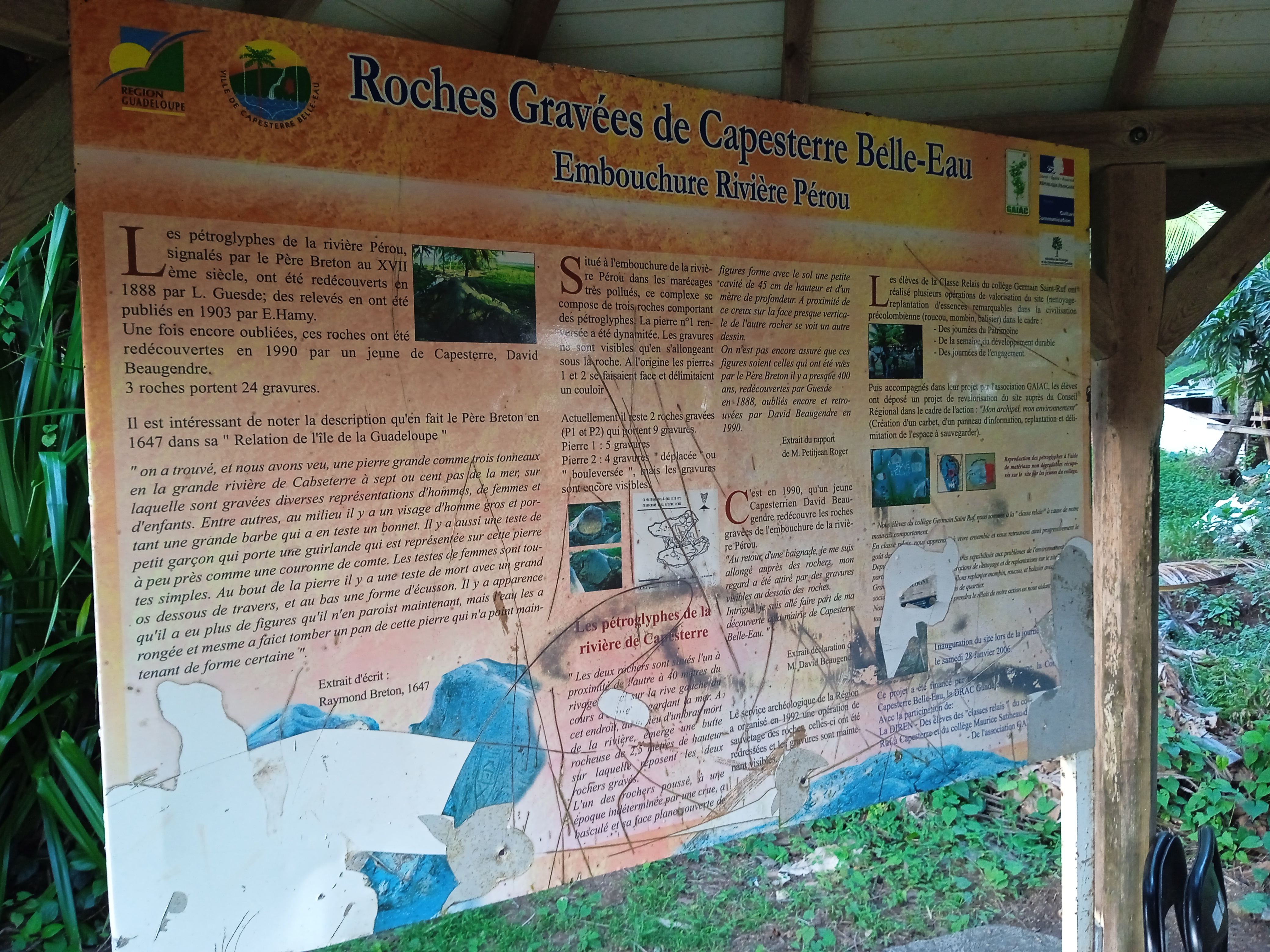
Panneau d'explications apposé devant les roches gravées de la rivière Pérou.
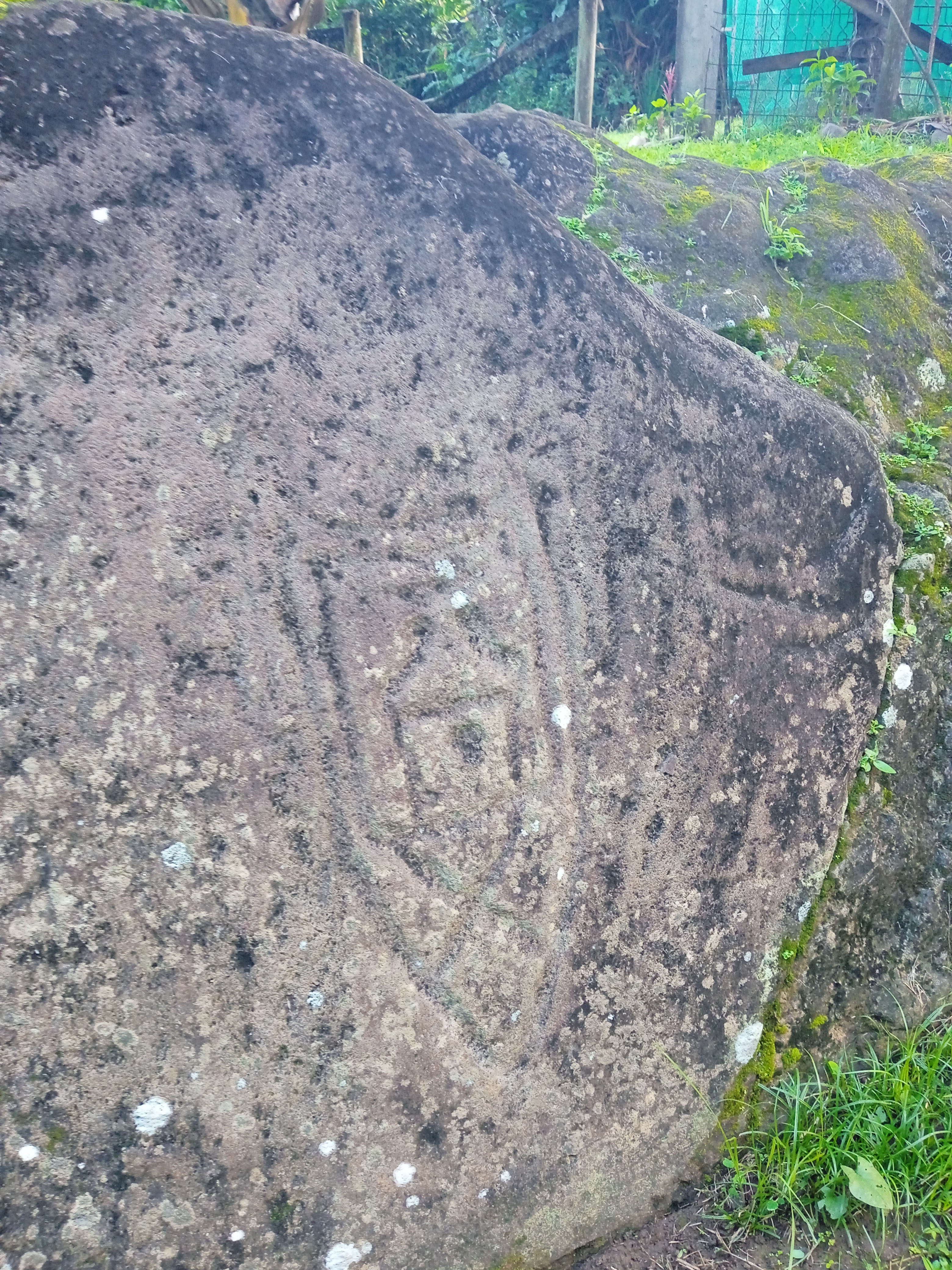
Roche gravée.
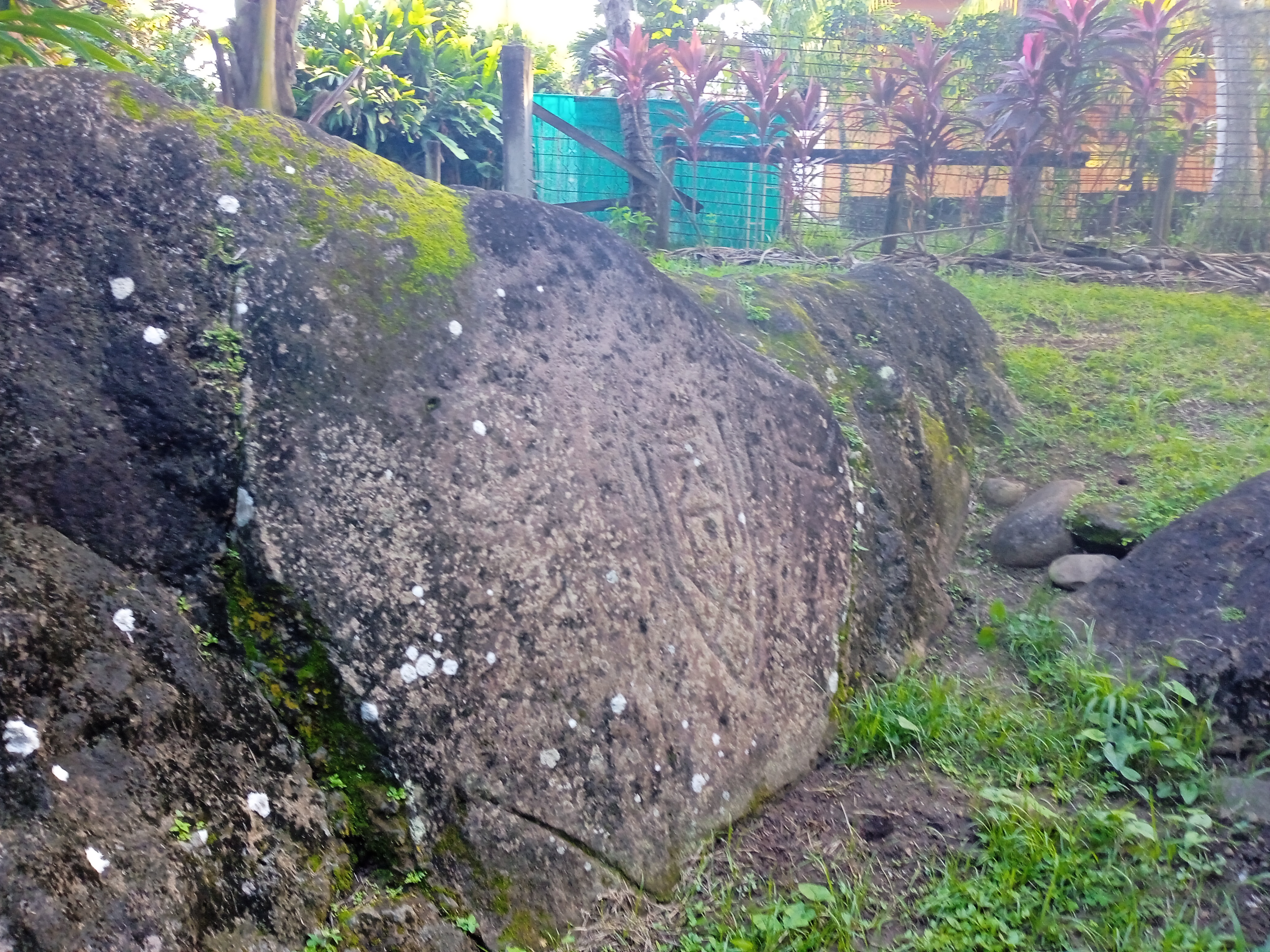
Couloir formé par deux des roches.
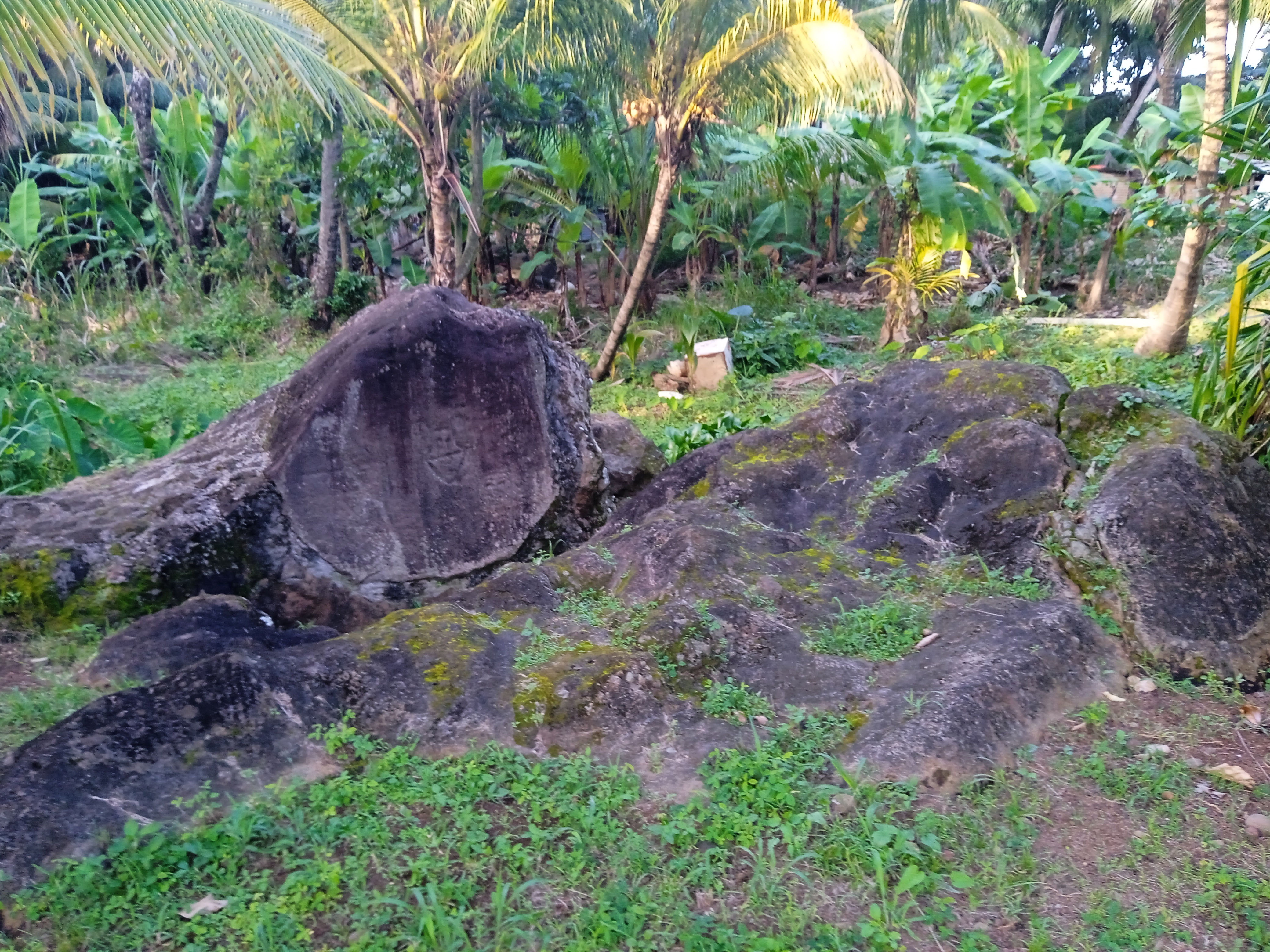
Vue générale du site.

## Histoire
Les deux blocs ont été signalés à la fin du XVIIe siècle par le Père Breton. En 1888, Louis Guesde les retrouve et en réalise deux aquarelles ; en 1903, Edouard Hamy en fait le relevé. Mais les roches tombent de nouveau dans l'oubli jusqu'en 1990 lorsqu'un jeune habitant de la commune, David Beaugendre, les redécouvre,,. Les roches effondrées l'une sur l'autre, vraisemblablement à cause d'une exploitation par des carriers au début du XXe siècle, ne montraient plus les gravures ainsi masquées.